# Дачжуань
Дачжуань (大篆, также знаки большой или великой печати) — термин, используемый в традиционной китайской науке о письме. Большое печатное письмо включает в себя все виды древнего китайского письма и отличается от сяочжуань («знаков малой печати»), давшего начало современному письму.
Термин «дачжуань» возник в эпоху Хань, когда ещё не были обнаружены надписи на гадательных костях. В это время происходил переход от чжуаньшу (древнего письма эпохи Цинь) к лишу. По мере роста знаний о письме, ещё более древнем, чем циньское, для различения его стали называть знаками большой печати, в отличие от знаков малой печати, циньского письма.